# 奥田松五郎

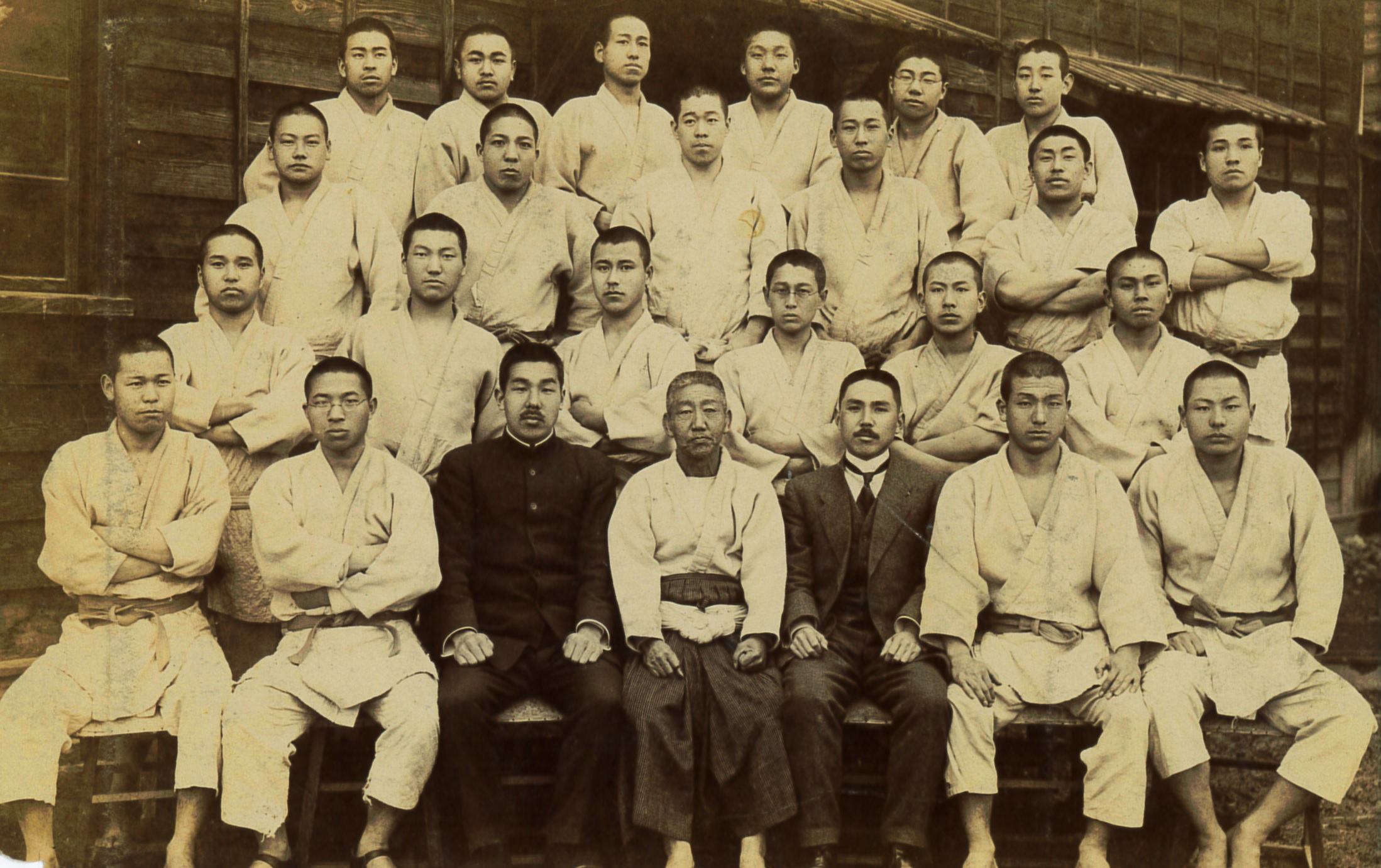
大正期に指導に当たった岩手師範学校の生徒と

奥田 松五郎（おくだ まつごろう、嘉永7年6月14日〈1854年7月8日〉 - 昭和6年〈1931年〉11月29日）は、柔道家、奥田流柔術創始者。大日本武徳会柔道範士。陸奥国会津出身。

## 経歴
幼少の頃より、父・奥田仁左衛門義勝の開く道場で福野流柔術の修行をはじめ、その後起倒流・天神真楊流柔術を修得した。江戸時代末期に、近藤勇の連絡係を務めていたことから、近藤勇の遺品が遺書により届けられた。その後、彰義隊に加わり上野戦争に参加。一説には新撰組の隊士であるとの説もあるが、実際には違うと推定される。
澤田武司義明の内弟子となり起倒流柔術を学んだ。1861年（文久元年）から1877年（明治10年）までの16年間修業した。
明治16年5月に警視庁巡査となり明治25年6月までの10年間警視庁柔術世話係として各地の警察官に指導した。
明治18年に全国武道大会に於いて奥田流柔術の形を披露した。
1876年に西郷隆盛と面会し、西郷私学校での柔術講師を委嘱されが西郷の挙兵に伴い横浜に戻る。1879年にはアメリカの闘拳家グランドと渋沢邸で対戦する。まるで大人とこどものような戦いであったが背負い投げと巴投げでとどめをなし勝利した。同年に起倒流奥田道場を開設。警視庁で柔術の指導に当たり、各地の警察署・監獄などで柔術指導をした。
1884年に起倒流・天神真楊流柔術を主体に全国の緒流派の奥義を研究し、奥田流柔術を編み出した。
1893年に当時の岩手県知事であった服部一三に招かれ岩手県入りし、1894年岩手県巡査を拝命し、岩手県警察教習所、盛岡中学校、岩手師範学校、盛岡市立商業学校、盛岡農学校、岩手県工業学校等で柔術の指導に当たる。1901年に盛岡市油町に「泛虚館」を開設した。1903年には、当時、仙台二中（現・宮城県仙台第二高等学校）の柔道部を創設した三船久蔵が、郷里である久慈町に帰省する際に、泛虚館にて奥田と試合をしている。試合後、三船の柔道の素質を見抜き柔道家になることを勧めた。
1931年11月29日盛岡市内の自宅で逝去。享年78。2時間前まで市内を散歩していたという。